# Nederlandse kampioenschappen atletiek 2019
In 2019 werden de Nederlandse kampioenschappen atletiek in Den Haag gehouden op de atletiekbaan aan de Laan van Poot. De kampioenschappen, die van 25 tot en met 28 juli plaatsvonden, stonden in het teken van kwalificatie de wereldkampioenschappen, die van 27 september tot 6 oktober plaatsvinden in Doha. 
De organisatie van het evenement lag in handen van Haag Atletiek, in samenwerking met de Atletiekunie.
In navolging van de twee voorgaande NK’s in Utrecht werden de kampioenschappen opnieuw geopend met een springnummer in het centrum van de stad. Ditmaal was gekozen voor het verspringen, dat op 25 juli voor zowel de mannen als de vrouwen op het Plein werd gehouden. 
De 10.000 m vond plaats tijdens de wedstrijden om de Gouden Spike op 8 juni in Leiden.

## Uitslagen

### 100 m
| wind: -1,2 m/s | wind: -1,2 m/s   | wind: -1,2 m/s |
| rang           | atleet           | prestatie      |
| -------------- | ---------------- | -------------- |
| Goud           | Hensley Paulina  | 10,35 s        |
| Zilver         | Chris Garia      | 10,41 s        |
| Brons          | Churandy Martina | 10,42 s        |

| wind: -0,9 m/s | wind: -0,9 m/s  | wind: -0,9 m/s |
| rang           | atlete          | prestatie      |
| -------------- | --------------- | -------------- |
| Goud           | Dafne Schippers | 11,33 s        |
| Zilver         | Jamile Samuel   | 11,52 s        |
| Brons          | N'ketia Seedo   | 11,61 s        |

### 200 m
| wind: -0,5 m/s | wind: -0,5 m/s   | wind: -0,5 m/s |
| rang           | atleet           | prestatie      |
| -------------- | ---------------- | -------------- |
| Goud           | Churandy Martina | 21,00 s        |
| Zilver         | Chris Garia      | 21,05 s        |
| Brons          | Taymir Burnet    | 21,08 s        |

| wind: -1,1 m/s | wind: -1,1 m/s    | wind: -1,1 m/s |
| rang           | atlete            | prestatie      |
| -------------- | ----------------- | -------------- |
| Goud           | Tessa van Schagen | 23,67 s        |
| Zilver         | Nargélis Statia   | 23,74 s        |
| Brons          | Leonie van Vliet  | 23,91 s        |

### 400 m
| rang   | atleet              | prestatie |
| ------ | ------------------- | --------- |
| Goud   | Terrence Agard      | 46,15 s   |
| Zilver | Tony van Diepen     | 46,44 s   |
| Brons  | Liemarvin Bonevacia | 46,86 s   |

| rang   | atlete            | prestatie |
| ------ | ----------------- | --------- |
| Goud   | Lisanne de Witte  | 52,29 s   |
| Zilver | Maureen Ellsworth | 52,92 s   |
| Brons  | Lieke Klaver      | 53,18 s   |

### 800 m
| rang   | atleet               | prestatie |
| ------ | -------------------- | --------- |
| Goud   | Maarten Plaum        | 1.54,48   |
| Zilver | Jurgen Wielart       | 1.54,99   |
| Brons  | Jaap Gerben Vellinga | 1.55,16   |

| rang   | atlete         | prestatie |
| ------ | -------------- | --------- |
| Goud   | Britt Ummels   | 2.06,54   |
| Zilver | Marissa Damink | 2.07,59   |
| Brons  | Bregje Sloot   | 2.10,28   |

### 1500 m
| rang   | atleet            | prestatie |
| ------ | ----------------- | --------- |
| Goud   | Richard Douma     | 3.51,99   |
| Zilver | Valentijn Weinans | 3.52,44   |
| Brons  | Mahadi Abdi-Ali   | 3.52,71   |

| rang   | atlete         | prestatie |
| ------ | -------------- | --------- |
| Goud   | Britt Ummels   | 4.11,47   |
| Zilver | Maureen Koster | 4.13,94   |
| Brons  | Jip Vastenburg | 4.17,13   |

### 5000 m
| rang   | atleet          | prestatie |
| ------ | --------------- | --------- |
| Goud   | Mike Foppen     | 13.59,09  |
| Zilver | Stan NIesten    | 14.12,26  |
| Brons  | Niek Blikslager | 14.12,90  |

| rang   | atlete                | prestatie |
| ------ | --------------------- | --------- |
| Goud   | Irene van der Reijken | 16.32,04  |
| Zilver | Bo Ummels             | 16.36,47  |
| Brons  | Tirza van der Wolf    | 16.38,52  |

### 10.000 m[1]
| rang   | atleet          | prestatie |
| ------ | --------------- | --------- |
| Goud   | Bart van Nunen  | 29.12,34  |
| Zilver | Frank Futselaar | 29.25,06  |
| Brons  | Edwin de Vries  | 29.35,31  |

| rang   | atlete       | prestatie |
| ------ | ------------ | --------- |
| Goud   | Jasmijn Lau  | 33.30,97  |
| Zilver | Bo Ummels    | 33.42,60  |
| Brons  | Diane van Es | 34.29,91  |

### 110 m horden/100 m horden
| wind: -0,5 m/s | wind: -0,5 m/s | wind: -0,5 m/s |
| rang           | atleet         | prestatie      |
| -------------- | -------------- | -------------- |
| Goud           | Job Beintema   | 14,27 s        |
| Zilver         | Jules de Bont  | 14,50 s        |
| Brons          | Dave Wesselink | 14,79 s        |

| wind: -0,9 m/s | wind: -0,9 m/s   | wind: -0,9 m/s |
| rang           | atlete           | prestatie      |
| -------------- | ---------------- | -------------- |
| Goud           | Eefje Boons      | 13,38 s        |
| Zilver         | Marijke Esselink | 13,72 s        |
| Brons          | Chanté Samuel    | 13,91 s        |

### 400 m horden
| rang   | atleet         | prestatie |
| ------ | -------------- | --------- |
| Goud   | Nick Smidt     | 50,77 s   |
| Zilver | Pieter Braun   | 53,22 s   |
| Brons  | Martijn Meijer | 53,24 s   |

| rang   | atlete            | prestatie |
| ------ | ----------------- | --------- |
| Goud   | Eveline Saalberg  | 58,86 s   |
| Zilver | Nora Ritzen       | 59,51 s   |
| Brons  | Cathelijn Peeters | 59,80 s   |

### 3000 m steeple
| rang   | atleet        | prestatie |
| ------ | ------------- | --------- |
| Goud   | Noah Schutte  | 9.13,85   |
| Zilver | Lars Cazander | 9.16,02   |
| Brons  | Cas Lutz      | 9.17,03   |

| rang   | atlete                | prestatie |
| ------ | --------------------- | --------- |
| Goud   | Irene van der Reijken | 10.00,06  |
| Zilver | Jasmijn Bakker        | 10.10,38  |
| Brons  | Veerle Bakker         | 10.16,84  |

### Verspringen
| rang   | atleet             | prestatie         |
| ------ | ------------------ | ----------------- |
| Goud   | Fabian Florant     | 7,36 m (+0,3 m/s) |
| Zilver | Rik Taam           | 7,27 m (+0,3 m/s) |
| Brons  | Antonny Ediagbonya | 7,24 m (+0,8 m/s) |

| rang   | atlete         | prestatie         |
| ------ | -------------- | ----------------- |
| Goud   | Anouk Vetter   | 6,31 m (-0,3 m/s) |
| Zilver | Tara Yoro      | 6,26 m (+1,8 m/s) |
| Brons  | Eva Bastmeijer | 6,22 m (+0,1 m/s) |

### Hink-stap-springen
| rang   | atleet         | prestatie          |
| ------ | -------------- | ------------------ |
| Goud   | Fabian Florant | 15,41 m (+0,8 m/s) |
| Zilver | Tarik Tahiri   | 15,17 m (+1,0 m/s) |
| Brons  | Joshua Record  | 14,75 m (+2,3 m/s) |

| rang   | atlete            | prestatie          |
| ------ | ----------------- | ------------------ |
| Goud   | Nora RItzen       | 13,02 m (+0,9 m/s) |
| Zilver | Maureen Herremans | 12,64 m (+0,1 m/s) |
| Brons  | Meruska Eduarda   | 12,54 m (+0,7 m/s) |

### Hoogspringen
| rang   | atleet          | prestatie |
| ------ | --------------- | --------- |
| Goud   | Douwe Amels     | 2,23 m    |
| Zilver | Sven van Merode | 2,14 m    |
| Brons  | Marius Wouters  | 2,11 m    |

| rang   | atlete             | prestatie |
| ------ | ------------------ | --------- |
| Goud   | Lisanne Hagens     | 1,82 m    |
| Zilver | Glenka Antonia     | 1,82 m    |
| Brons  | Marlies van Haaren | 1,79 m    |

### Polsstokhoogspringen
| rang   | atleet           | prestatie |
| ------ | ---------------- | --------- |
| Goud   | Rutger Koppelaar | 5,65 m    |
| Zilver | Menno Vloon      | 5,50 m    |
| Brons  | Timo de Water    | 5,10 m    |

| rang   | atlete             | prestatie |
| ------ | ------------------ | --------- |
| Goud   | Killiana Heymans   | 4,30 m    |
| Zilver | Marijke Wijnmaalen | 4,00 m    |
| Brons  | Karlijn Schouten   | 3,90 m    |

### Kogelstoten
| rang   | atleet            | prestatie |
| ------ | ----------------- | --------- |
| Goud   | Denzel Comenentia | 20,25 m   |
| Zilver | Patrick Cronie    | 19,58 m   |
| Brons  | Remco Goetheer    | 18,05 m   |

| rang   | atlete              | prestatie |
| ------ | ------------------- | --------- |
| Goud   | Melissa Boekelman   | 17,70 m   |
| Zilver | Jorinde van Klinken | 16,79 m   |
| Brons  | Jessica Schilder    | 16,14 m   |

### Discuswerpen
| rang   | atleet               | prestatie |
| ------ | -------------------- | --------- |
| Goud   | Caspar Hattink       | 58,11 m   |
| Zilver | Stephan Dekker       | 55,85 m   |
| Brons  | Shaquille Emanuelson | 55,23 m   |

| rang   | atlete              | prestatie |
| ------ | ------------------- | --------- |
| Goud   | Corinne Nugter      | 58,02 m   |
| Zilver | Jorinde van Klinken | 55,34 m   |
| Brons  | Alida van Daalen    | 55,19 m   |

### Speerwerpen
| rang   | atleet         | prestatie |
| ------ | -------------- | --------- |
| Goud   | Mart ten Berge | 74,89 m   |
| Zilver | Lars Timmerman | 74,84 m   |
| Brons  | Tom Egbers     | 70,50 m   |

| rang   | atlete           | prestatie |
| ------ | ---------------- | --------- |
| Goud   | Anouk Vetter     | 55,20 m   |
| Zilver | Emma Oosterwegel | 52,46 m   |
| Brons  | Dewi Lafontaine  | 50,34 m   |

### Kogelslingeren
| rang   | atleet          | prestatie |
| ------ | --------------- | --------- |
| Goud   | Etiènne Orbons  | 63,27 m   |
| Zilver | Luuk Vos        | 62,48 m   |
| Brons  | Dennis Hemelaar | 62,18 m   |

| rang   | atlete               | prestatie |
| ------ | -------------------- | --------- |
| Goud   | Wendy Koolhaas       | 64,26 m   |
| Zilver | Sina Mai Holthuijsen | 61,96 m   |
| Brons  | Marije Efdee         | 57,05 m   |

### Tienkamp/Zevenkamp
| rang   | atleet             | prestatie |
| ------ | ------------------ | --------- |
| Goud   | Eelco Sintnicolaas | 7679 p    |
| Zilver | Martijn Hoogewerf  | 7248 p    |
| Brons  | Steven Eleonora    | 7010 p    |

| rang   | atlete           | prestatie |
| ------ | ---------------- | --------- |
| Goud   | Anne van de Wiel | 5712 p    |
| Zilver | Michelle Oud     | 5644 p    |
| Brons  | Myke van de Wiel | 5598 p    |

1904 · 
1908 · 
1909 · 
1910 · 
1911 · 
1912 · 
1913 · 
1914 · 
1915 · 
1917 · 
1918 · 
1919 · 
1920 · 
1921 · 
1922 · 
1923 · 
1924 · 
1925 · 
1926 · 
1927 · 
1928 · 
1929 · 
1930 · 
1931 · 
1932 · 
1933 · 
1934 · 
1935 · 
1936 · 
1937 · 
1938 · 
1939 · 
1940 · 
1941 · 
1942 · 
1943 · 
1944 · 
1946 · 
1947 · 
1948 · 
1949 · 
1950 · 
1951 · 
1952 · 
1953 · 
1954 · 
1955 · 
1956 · 
1957 · 
1958 · 
1959 · 
1960 · 
1961 · 
1962 · 
1963 · 
1964 · 
1965 · 
1966 · 
1967 · 
1968 · 
1969 · 
1970 · 
1971 · 
1972 · 
1973 · 
1974 · 
1975 · 
1976 · 
1977 · 
1978 · 
1979 · 
1980 · 
1981 · 
1982 · 
1983 · 
1984 · 
1985 · 
1986 · 
1987 · 
1988 · 
1989 · 
1990 · 
1991 · 
1992 · 
1993 · 
1994 · 
1995 · 
1996 · 
1997 · 
1998 · 
1999 · 
2000 · 
2001 · 
2002 · 
2003 · 
2004 · 
2005 · 
2006 · 
2007 · 
2008 · 
2009 · 
2010 · 
2011 · 
2012 · 
2013 · 
2014 · 
2015 · 
2016 ·
2017 ·
2018 ·
2019 ·
2020 ·
2021 ·
2022 ·
2023 ·
2024 ·
2025